# St. Amandus (Bad Urach)

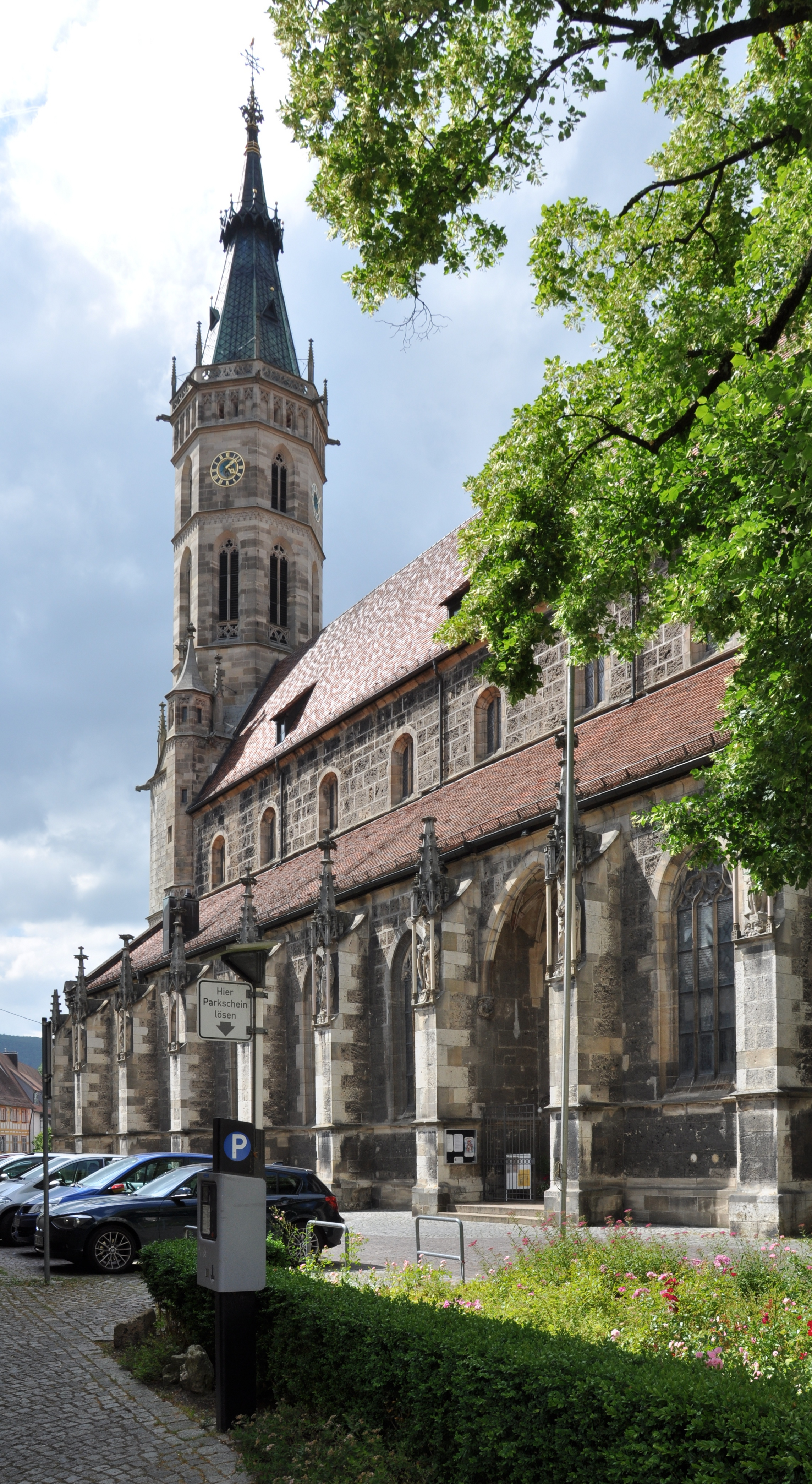
Stiftskirche St. Amandus

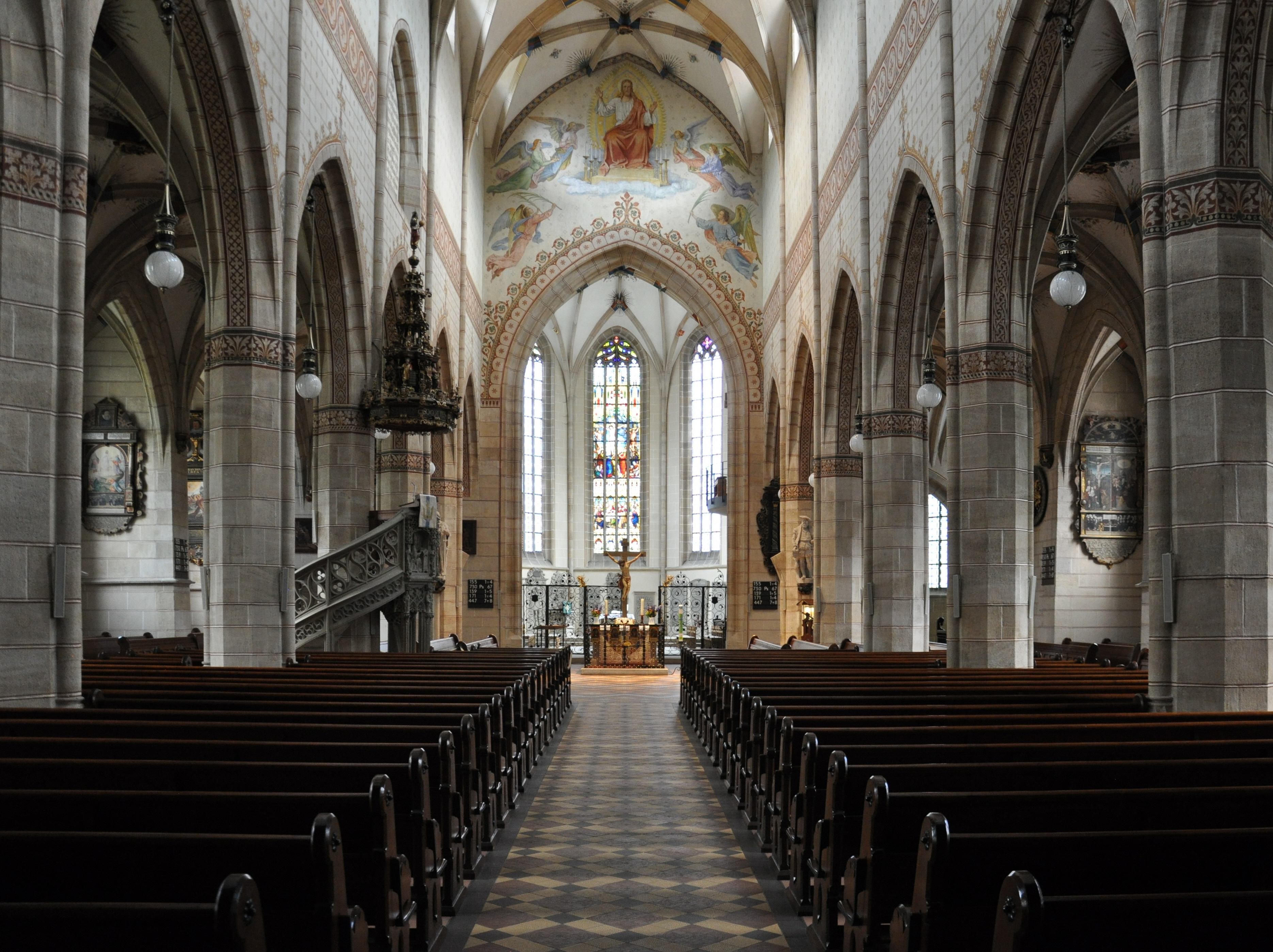
Innenansicht: Blick entlang des Hauptschiffes zum Chor

Die Stiftskirche St. Amandus in Bad Urach im Landkreis Reutlingen in Baden-Württemberg ist eine evangelische Kirche im Kirchenbezirk Bad Urach-Münsingen der Evangelischen Landeskirche in Württemberg. Als Schutzpatron der Kirche war in vorreformatorischer Zeit Amandus von Maastricht gewählt worden. Sie wurde als Stiftskirche konzipiert und gebaut.

## Geschichte
Unmittelbar bei der Wasserburg in der Siedlung Urach gab es um 1100 bereits eine Kirche am Platz der heutigen Amanduskirche. Bei Renovierungsarbeiten um 1990 wurden Fundamentreste von insgesamt 3 Vorgängerkirchen gefunden. Zwar konnten diese zeitlich nicht differenziert eingeordnet, zumindest konnte aber eine Kirchenbautradition an dieser Stelle nachgewiesen werden, die mindestens bis ins Ende des 11. Jahrhunderts zurückreicht. Um 1150 wird in Urach eine Kirche genannt, die der Jungfrau Maria sowie den Heiligen Andreas und Amandus gewidmet ist. Im 14. Jahrhundert wurde eine neue Kirche errichtet, der unmittelbare Vorgängerbau der heutigen Amanduskirche, die eine besondere Stellung im zuständigen Bistum Konstanz eingenommen haben soll. Sie hatte bereits eine beachtliche Größe: mit einer Länge von 45 m und einer Breite von 19 m war sie nur um ein Viertel kleiner als die heutige Kirche.
Vermutlich um 1474/75 beauftragte Graf Eberhard V. („Eberhard im Bart“) den Werkmeister Hans Koch, die spätgotische Stiftskirche zu bauen. Da Württemberg geteilt und Urach die Hauptstadt des südwestlichen Landesteils war, sollte der Kirchenbau die Residenz gegenüber Stuttgart aufwerten. Dazu musste die bisherige, nicht baufällige Kirche weichen, in der zuletzt noch im Juli 1474 die Trauung von Graf Eberhard V. und Barbara Gonzaga von Mantua gefeiert worden war. Auch wurden 1477 mit der Fertigstellung des Chores die Brüder vom gemeinsamen Leben nach Urach geholt und ihnen das Stift an die Kirche angebaut, um neue geistliche Impulse in Eberhards Territorium zu verbreiten. Nach dem Tod des Werkmeisters Hans Koch 1481 setzte Baumeister Peter von Koblenz den Kirchenbau fort. Der Graf und Bauherr erlebte die Fertigstellung um 1500 nicht mehr, auch Peter von Koblenz nicht, er wurde 1501 dort begraben. Im selben Jahr vollendete sein Nachfolger Marx Welling die Kirche mit der westlichsten Seitenkapelle des Nordschiffs. Das Stift Urach wurde mit dem Tübinger Vertrag 1514, kurz vor Einführung der Reformation, aufgelöst und der Gebäudekomplex später anders genutzt. Unmittelbar danach wurde in die Amanduskirche eine Prädikatur gestiftet.
In der Nische rechts oberhalb der Kanzel wird von der Explosion der herzoglichen Pulvermühle 1707 berichtet, deren Druckwelle die mittelalterliche Farbverglasung der Nordseite und die Orgel zerstörte, sowie Schäden im Gewölbe verursachte.
Bei der Erneuerung 1896 bis 1901 wurden von Heinrich Dolmetsch der unvollendet gebliebene Turm ausgebaut, die Fassade verbessert, Ausstattungsstücke restauriert und das Innere der Kirche neugotisch gestaltet. Die Kirche wurde am 27. Oktober 1901 im Beisein des württembergischen Königspaars eingeweiht. Das Kircheninnere wurde von 1988 bis 1990 nochmals renoviert und die neugotische Ausmalung im Chor entfernt. Die qualitätvolle sonstige Neugotik-Fassung an Langhauswänden, Fliesenbelägen, Leuchten und Schreinerarbeit blieb renoviert erhalten. 2006 erfolgte die Sanierung des Turms.
Von 1923 bis 1926 wirkte Karl Hartenstein als Stadtpfarrer an der Amanduskirche.

## Der Uracher Götzentag
In Urach – wo genau, ist nicht überliefert – fand 1537 auf Einladung von Herzog Ulrich das „Uracher Bildergespräch“, auch „Uracher Götzentag“ genannt, statt. Mit der Reformation und der württembergischen Kirchenordnung vertraute Theologen und Juristen, darunter Erhard Schnepf, Ambrosius Blarer, Johannes Brenz und Matthäus Alber, sollten die Frage klären, ob Heiligenverehrung und die Anbetung ihrer „ärgerlichen“ Bilder Götzendienst sei und sie aus den Kirchen entfernt werden müssten (Bildersturm) oder ob „unärgerliche“ Darstellungen des Heilsgeschehens zu Verkündigung, Lehre und Erziehung erlaubt sein könnten. Gerade Württemberg als im Endergebnis lutherische Kirche hatte eine nicht nur geographische Brückenfunktion zwischen der wittenbergisch-lutherischen und der zwinglischen Reformation Schweizer Prägung. Die Gesprächsteilnehmer konnten sich nicht einigen, sodass schließlich der Herzog Klarheit schuf und die Entfernung der Heiligenbilder anordnete, was längst nicht überall und in ganzem Ausmaß befolgt wurde. Aus Anlass des 475. Jubiläums dieses Uracher Götzentages ging es 2012 bei der Preisverleihung des Ersten Kunstpreises der Evangelischen Landeskirche in Württemberg in der Amanduskirche bewusst wieder um die neu zu führende Diskussion über die heutige Macht der Bilder neuer Medien und ihrer weltweiten Verbreitung.

## Das Gebäude

### Baumaterial
Je nach Eignung und Verfügbarkeit wurde unterschiedliches Steinmaterial benötigt: Für das aufgehende Mauerwerk wurde rauer, schwarz patinierter Kalktuff verwendet (Bruch: Tal zwischen Seeburg und Urach); Quaderkalk für besonders vom Wetter beanspruchte Bauteile (Bruch: Mauchental/Hülbener Steige); Stubensandstein für steinmetzmäßig bearbeitete Eckquader, Architekturglieder und Fenster (Bruch: 20 km entfernt bei Mitteltal/Neckartal); feinerer Kalksandstein für innere Steinmetzarbeiten (Bruch: Brauner Jura der Umgebung).

### Ausstattung

#### Bildhauerarbeiten in Stein
Reichhaltig figürlich gestaltete Wandstatuen-Konsolen, 21 Gewölbe-Anfängerkonsolen und 52 Schlusssteine überliefern viel von der Frömmigkeit, dem theologischen Denken und dem künstlerischen Wirken der am Bau Beteiligten und ihrer Zeit. Ihre Deutung gelingt im Detail nur mit einem tiefen Verständnis christlicher Ikonographie. Auf einem dieser Schlusssteine ist Amandus, der Schutzpatron und Namensgeber der Kirche an seiner Bischofskleidung und den Attributen Hirtenstab und Buch zu erkennen. Erst seit 1986 weiß man durch eine Kalendereintragung des Grafen Eberhard, dass es sich bei dem Namensgeber Amandus um den Bischof von Maastricht, den Apostel der Belgier im 7. Jahrhundert, handelt.

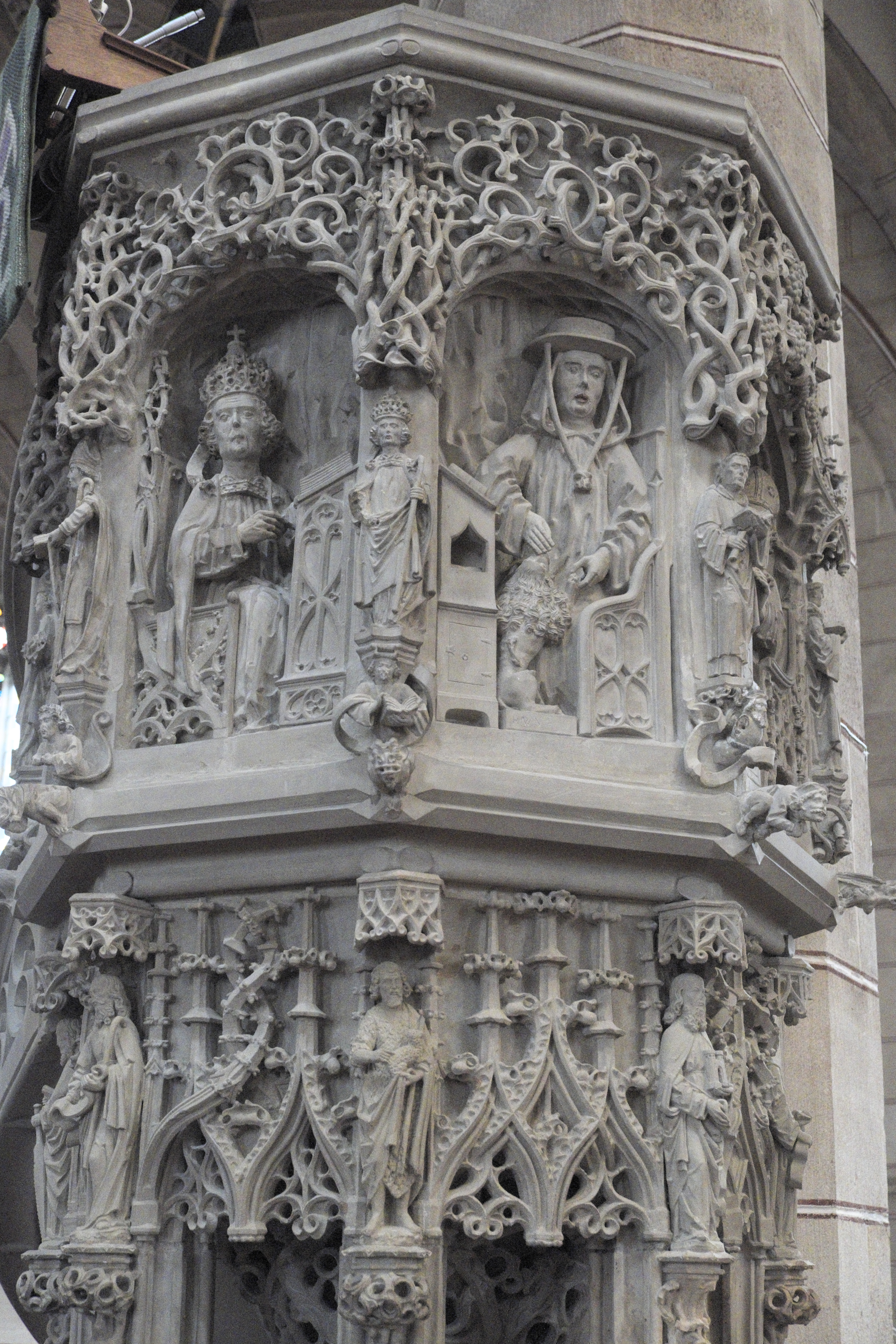
Kanzel mit Papst Gregor und Hieronymus mit dem Löwen

#### Kanzel
Die Kanzel, deren genaue Entstehungszeit ebenso wie ihr Steinmetz unbekannt sind, ist nach Aufbau und Gestaltung eine der reichsten ihrer Art in Württemberg und ist mit figürlichen und ornamentalen Steinmetzarbeiten an Fuß, Aufgang, Kanzelkorb und Brüstung gestaltet. Karl Halbauer datiert sie bauzeitlich auf um 1500 und weist ihre ursprüngliche Position am mittleren, dem vierten nördlichen Langhauspfeiler nach, was nach der Reformation eine Bestuhlung als Querkirche ergab, die 1901 durch Versetzen um einen Pfeiler nach Osten und Einbau eines neuen, nach Osten gerichteten Gestühls in eine Längskirche umgewandelt wurde. Wie bei den Kanzeln der Stiftskirchen in Tübingen und Herrenberg sind in den Feldern die lateinischen Kirchenväter Gregor der Große, Hieronymus, Augustinus von Hippo und Ambrosius von Mailand abgebildet, denen jeweils ein Evangelistensymbol beigegeben ist. Vor allem die Steinskulpturen am Kanzelkorb thematisieren die Beziehung zwischen verschiedenen Heiligen, den Brüdern vom gemeinsamen Leben und dem Bauherrn Graf Eberhard V. („Eberhard im Bart“), dem ersten regierenden Herzog von Württemberg und Teck. So ist in der fünften Nische neben den Kirchenvätern – allerdings durch reiches Maßwerk getrennt – Jean Gerson abgebildet, ein französischer Kirchenrechtler, der auf dem Konzil von Konstanz für die Brüder vom Gemeinsamen Leben eintrat, deren Gemeinschaft teilweise als ketzerisch angesehen wurde, da die Mitglieder einer damals neuartigen Frömmigkeitsform anhingen und kein Ordensgelübde ablegten. In den Brüstungsecken befinden sich Figuren der Heiligen Ulrich und Willigis, ein Papst, ein Mönch und der Heiligen Benedikt von Nursia. Die Figur des Mönches wurde bei der Renovierung im 19. Jahrhundert angebracht und wird gerne als Martin Luther gedeutet.
Nachträglich der Kanzel hinzugefügt wurde nach der Reformation ein Brüstungsaufsatz, der die vier Kirchenväter zu Evangelisten umdeutet.
1632 kam der hölzerne Renaissance-Schalldeckel hinzu. Der farbig gestaltete Schalldeckel ist gekrönt von einem segnenden Salvator mundi. Im Aufbau befinden sich Figuren von Moses, Petrus und Johannes dem Täufer. Seine Umschrift lautet: Seelig / seind die / so Gottes / wort hör / en vnd be / wahren / lukae XI. Der Kanzeldeckel wird Claus Schließwecker zugeschrieben. Bei der Renovierung 1899 wurde der Brüstungsaufsatz abgenommen und als Lesepult in den Chor der Kirche versetzt. Gleichzeitig wurde die Kanzel um einen Pfeiler nach Osten versetzt. Dabei wurde ein Teil der Kanzel neugeschaffen, nämlich die achteckige Sockelplatte, der Kanzelfuß mit fünf Prophetenfiguren und den an Wasserspeier erinnernden grotesken Tiergestalten sowie die Treppe. Auch ein Teil des Rankenwerks am Kanzelkorb wurde nach der Umsetzung erneuert.

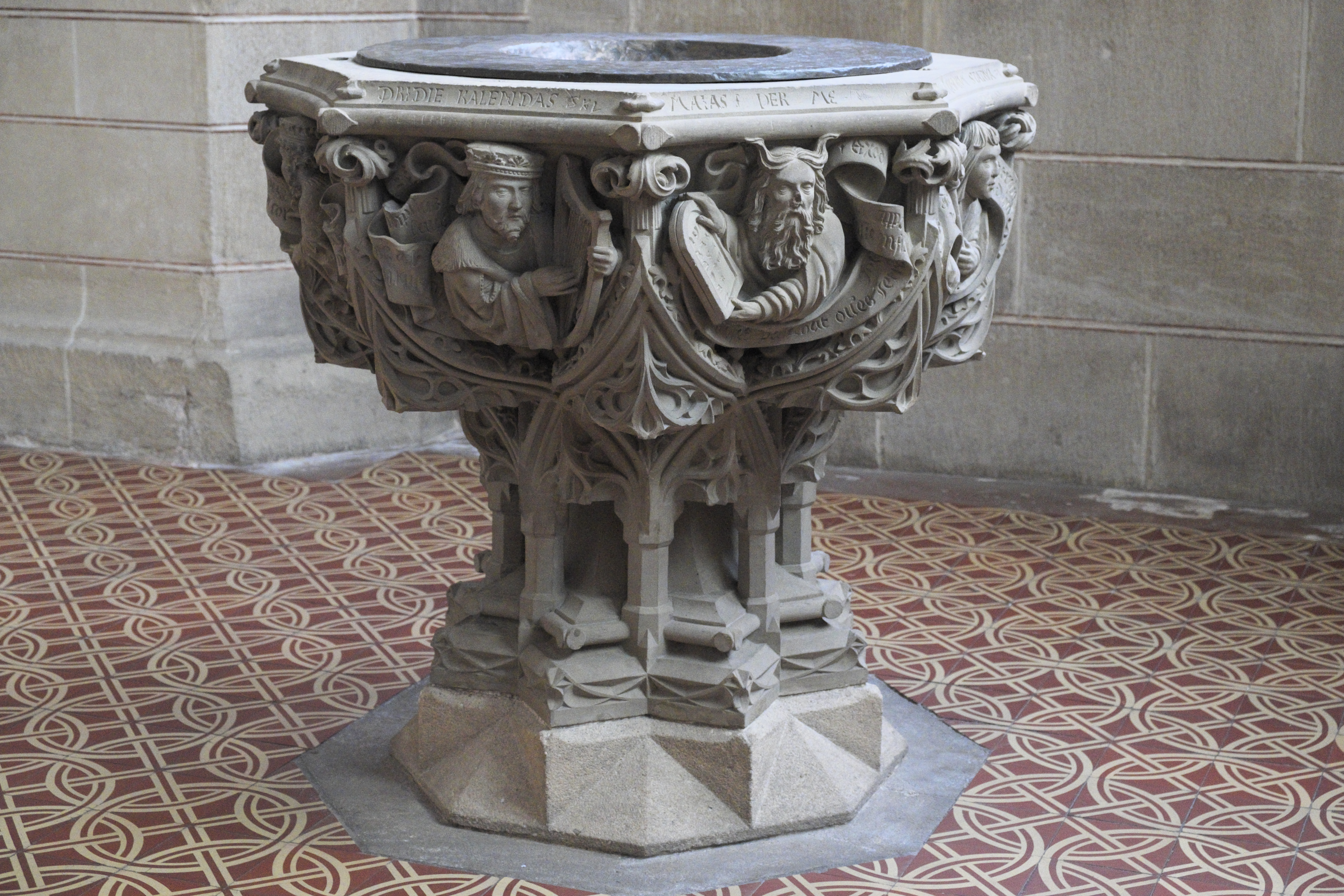
König David, Moses und Josef auf dem Taufstein

#### Taufstein
Der Taufstein, eine bedeutende bildhauerische Arbeit des Christoph von Urach aus dem Jahre 1518, besticht durch seine ungeheuer komplexe geometrische Konstruktion und die wohlgeordneten Proportionen ebenso wie durch das ikonographisch-theologische Programm des figürlichen Schmucks. Die Aufschrift lautet (übertragen aus dem Lateinischen in heutiges Deutsch): Aufgestellt im Jahr der jungfräulichen Geburt 1518 am 30. April durch mich, Christoph, Bildhauer, Bürger von Urach. Möglicherweise hat der Künstler sich selbst in der Gestalt des Josef dargestellt, dessen Zepter als Statthalter des Pharaos direkt auf den Namen Christophorum weist. Das Stift, das den Taufstein vermutlich in Auftrag gegeben hat, war zu diesem Zeitpunkt bereits aufgelöst.
Der aus einem Sandsteinblock gefertigte Taufstein ist in allen seinen Maßen „nach steinmetzischer Art aus der rechten Geometrie“ konstruiert, wobei die wohlgeordneten Proportionen vom Betrachter nur unbewusst wahrgenommen werden: Auf einer achteckigen in den Boden eingelassenen Platte liegt zunächst ein Sockel, der sich schon durch sein grobkörniges Material vom eigentlichen Taufstein absetzt. Mit diesem Sockel wird das Oktogon in einen achtzackigen Stern überführt. Die Zahl Acht symbolisiert die Auferstehung am Tag nach dem siebten Tag, dem Sabbat, mit dem die Schöpfung endet, und damit die Neuschöpfung in der Taufe.
Das ausgeklügelte Bildprogramm stammt mit großer Wahrscheinlichkeit von den Brüdern vom gemeinsamen Leben. Für die acht Seiten der Bildzone wurden acht alttestamentliche Gestalten ausgewählt, deren Biographien nach mittelalterlicher Deutung des Alten Testaments verborgene Hinweise auf jeweils eine Dimension des Taufgeschehens symbolisieren. Jeder Halbfigur ist ein Schriftband mit einem Bibelvers, der einen Bezug zur Taufe hat, beigegeben. Der Text neben dem an der Harfe als der Psalmdichter König David zu erkennenden Mann beispielsweise stammt aus Psalm 51 und lautet: „Wasche mich rein von meiner Missetat“. Neben David abgebildet sind Moses, erkennbar an den Hörnern mit den Gesetzestafel, Josef, Josua, Jona, Jeremia, Jesaja und König Salomo.

#### Bildhauerarbeiten in Holz

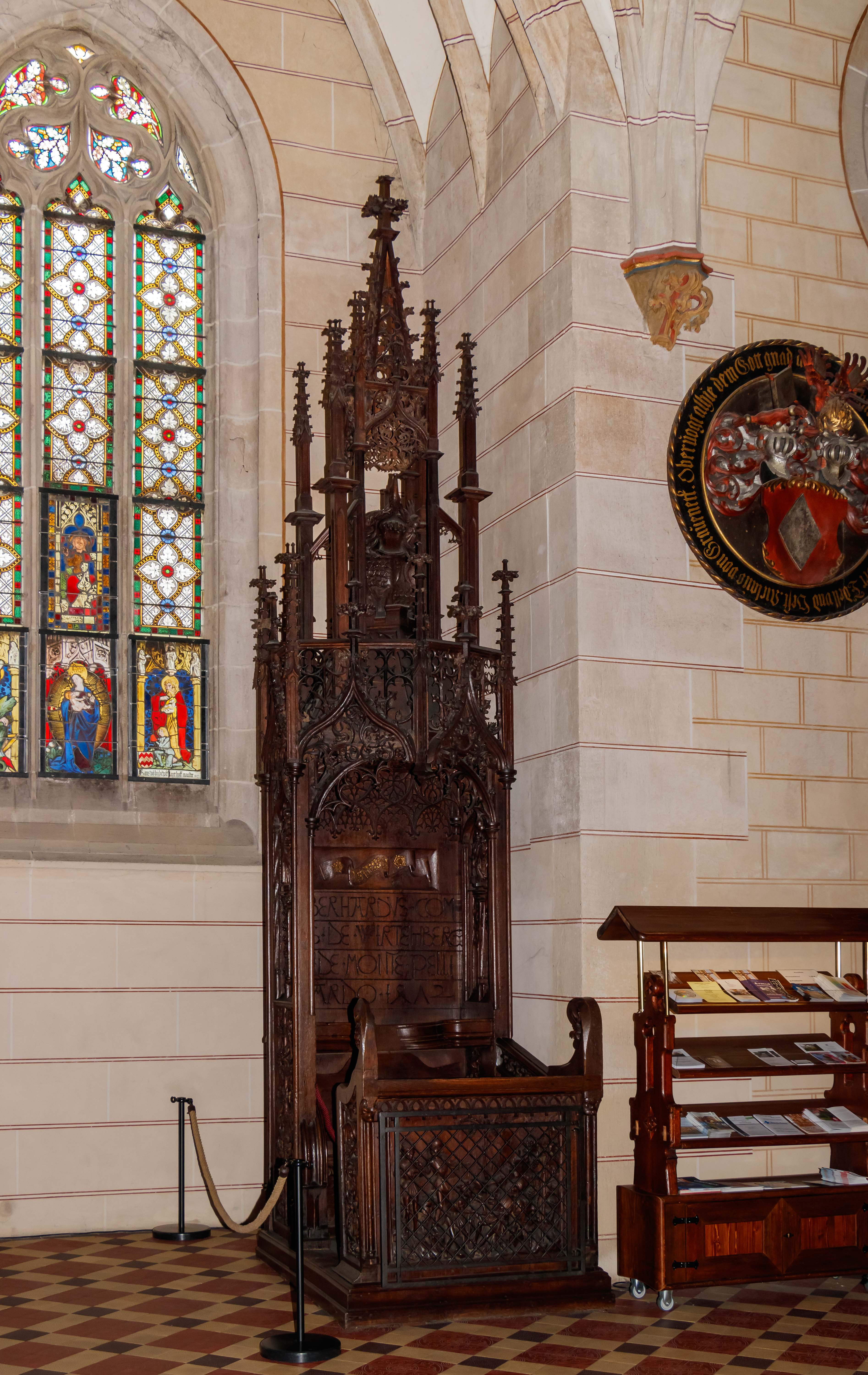
Betstuhl des Herzogs Eberhard im Bart

- Das Chorgestühl stammt aus der Zeit der Brüder des gemeinsamen Lebens. Es diente der Gemeinschaft für ihre Stundengebete.
- Eine Sehenswürdigkeit in der Kirche ist der prächtige ehemalige Betstuhl des Landesherrn Eberhard im Bart. Der aus Eichenholz geschnitzte spätgotische thronartige Stuhl ist knapp sechs Meter hoch. Aufgrund stilistischer Merkmale der Schnitzereien wird dieser mit der Ulmer Schule in Verbindung gebracht. 1626 wird erstmals die Aufstellung im Chor der Amanduskirche erwähnt. Da deren Bau zum Zeitpunkt der Fertigung des Betstuhls 1472 aber nicht mal begonnen war, geht man heute davon aus, dass der Betstuhl für die Kartause Güterstein bestimmt und auch dort aufgestellt war. Seit dem Abschluss der Kirchenrenovierung 1900 „steht er an seinem heutigen Platz im Ostjoch des südlichen Seitenschiffs. Vorher war sein Standort dreieinhalb Jahrhunderte lang im Zentrum des Chorhaupts an Stelle des 1537 zerstörten Hochaltars, Reliquie und nationales Denkmal des in der Reformationszeit an die Stelle der verbrannten Heiligen gesetzten Kults der landesherrlichen Dynastie und ihres ersten Herzogs.“[16]
- Von zahlreichen Epitaphien aus der Gotik bis ins 18. Jahrhundert, stilistisch und qualitativ unterschiedlich, sind zwei zu nennen, die künstlerisch und personenbezogen herausragen: das gemalte Brendlin-Epitaph im Renaissancestil und das runde Imhoff-Totenschild, dessen Tafel reich mit Schnitzarbeit gestaltet ist. Das Künstlerische und das Persönlich-Familiäre beider Gedächtnismale lässt sich an ihnen beispielhaft vergegenwärtigen.[17]

#### Altargitter
Das Altargitter von 1650 ist eines der wenigen Schmuckstücke dieser Art in württembergisch-evangelischen Kirchen. „Es ist ein zierliches Barockgitter, dessen rundgeschwungenes Rankenwerk in fein gekräuselten Spitzen endet und wie in sich verschlungen und gewachsen scheint. Eingelassen in das Gitter sind kleine Ölgemälde – auf Metall gemalt – auf denen die Leidensgeschichte Jesu dargestellt ist, versehen mit kommentierenden vierzeiligen Texten in Versform.“ Es war von 1675 bis 1862/64 und ist wieder seit 1990 an seinem jetzigen Platz.

#### Lederparament
In der Sakristei wird ein seltenes Leder-Altarparament aufbewahrt, 1896 nach Heinrich Dolmetschs Entwurf von dem Lederwarenfabrikant Albert Feucht gefertigt. Zwei Hirsche an einem Brunnen sind dargestellt, mit vier Evangelistensymbolen als Wasserspeiern, eine bildliche Darstellung des Ps 42,2-3 : „Wie der Hirsch lechzt nach frischem Wasser, so schreit meine Seele, Gott, zu dir. Meine Seele dürstet nach Gott, nach dem lebendigen Gott. Wann werde ich dahin kommen, dass ich Gottes Angesicht schaue?“.

#### Glasmalerei
- Drei Fenster, die heute neben dem Betstuhl angebracht sind, überstanden die Explosion von 1707. Dargestellt sind rechts Johannes der Täufer mit dem vor ihm knienden Stifter des Fensters, Hans von Bubenhofen, in der Mitte eine Madonna mit Kind (Strahlenkranzmadonna) und links der Drachenkampf Georgs. Die drei Scheiben stammen aus der Straßburger Werkstatt von Peter Hemmel von Andlau (ca. 1422–1501), dem bedeutendsten deutschen Glasmaler der Spätgotik.
- In der Mitte darüber ist eine weitere mittelalterliche Scheibe mit der Darstellung des thronenden Christus zu sehen. Sie stammt ursprünglich nicht aus der Amanduskirche, sondern ist bereits um 1300 für das Dominikanerinnenkloster Maria-Gnadenzell in Offenhausen entstanden, welches nach der Reformation aufgelöst wurde. Die Scheibe ist damit bedeutend älter als die Uracher Stiftskirche. Sie kam im Laufe des 19. Jahrhunderts hierher und ist der einzig bekannte Überrest der Farbverglasung dieses Klosters.
- Die Ornament- und Motivverglasung der Maßwerkfenster der Kirche führte die Münchner Glasmalerei Gustav van Treeck aus – teils mit neugotischen „Architekturen“ (baldachinartiger Aufbau, der gotische Architekturelemente aufgreift) über dem Chor-Mittelmotiv, teils mit aus der Gotik überlieferten floralen und geometrischen Elementen in den Ornamentfenstern, deren Formen reizvoll mit den neugotischen Bodenfliesen korrespondieren.
- Den oberen (Haupt-)Teil des vierbahnigen Chorfensters mit einer Kreuzigungsszene entwarf der Stuttgarter Künstler Theodor Bauerle (1865–1914). Es ist sein figuren- und detailreichstes sowie größtes Kreuzigungs-Glasgemälde. Einige markante Details verdienen besondere Beachtung: Die Zuwendung und Segenshand des Gekreuzigten für den Übeltäter rechts von ihm mit Blickkontakt auch zu den trauernden Frauen. Der andere Übeltäter wendet sich ab – gequält oder verächtlich. Er erfährt nicht einmal von den neben ihm Stehenden irgendeine Zuwendung: weder vom römischen Reiterhauptmann noch von den würfelnden Soldaten oder dem grimmig-bärtigen ewigen Juden Ahasver, der nach einer mittelalterlichen Legende dem verurteilten Jesus auf dessen Weg nach Golgatha sein Mitleid verweigert und der Kreuzigung beigewohnt habe, und daher zur Unsterblichkeit, ruhelosen Wanderschaft durch die Zeiten und zur Mahnung an Gottlose und Ungläubige verdammt sei – literarisch von Goethe bis zu Walter Jens sehr ambivalent aufgenommen und verarbeitet. Theodor Bauerle war sehr belesen.
- Der untere Teil aus der gleichen Glasmalerwerkstatt stammt nicht von Bauerle, sondern ist eine von Uracher Bürgern zur Wiedereinweihung gestiftete Dublette des mittleren Chorfensters der Stadtkirche Schorndorf aus dem Jahr 1889. Es könnte – wie auch andere Glasgemälde in einigen evangelischen Kirchen Württembergs ohne seine Künstlersignatur – stilistisch und grafisch von dem in Franken sehr bekannten Nürnberger Kunstprofessor Friedrich Wilhelm Wanderer stammen, dessen Entwürfe am Ende des 19. Jahrhunderts alle durch van Treeck ausgeführt wurden.

#### Wandmalerei
Wie sich durch neue Erkenntnisse gezeigt hat, stammen die im Jahr 1901 nötigen Restaurierungen und die der Gotik nachempfundenen Neufassungen der figürlichen Deckenmalerei (Himmlisches Orchester) um das Himmels- oder Heiliggeistloch im Mittelschiff von Restaurator Wennagel, und die der Wand- und Gewölbemalerei vom Stuttgarter Dekorationsmaler Eugen Wörnle. Dabei wurden die noch vorhandenen Reste abgepaust und danach rekonstruierend neu gemalt. Diese Vorlagen wurden dann auch bei der zeitgleichen Renovierung der Stadtkirche Balingen unter ebenfalls dem Architekten Heinrich Dolmetsch zur Kostenersparnis zweitverwendet. Teile der Chorausmalung wurden bei den Renovierungsarbeiten 1988–1990 wieder entfernt.
Mit dem Wandbild über dem Chor beauftragte Dolmetsch den Stuttgarter Kunstmaler Karl Wilhelm Bauerle und seinen Sohn Theodor Bauerle. Wegen andauernder Krankheit des Vaters schuf Theodor Bauerle 1901 alleine das Chorbogengemälde in leuchtkräftiger Eitemperatechnik nach Albrecht Dürers Bild zum ersten Kapitel der heimlichen Offenbarung: die Leuchtervision des thronenden Menschensohnes (Christus) am Beginn der Johannesoffenbarung (Offb 1,12–16 ). „Symmetrisch rechts und links angeordnete, zum Throne Christi heranschwebende Engel reichen ihm Krone und Palmwedel dar.“ Der „Menschensohn“ ist gegenüber Dürers Darstellung nicht als strenger Richter, sondern als menschenfreundlicher und gütiger, einladender und segnender Erlöser auf dem Stuhl der Herrlichkeit dargestellt. Es fehlt das aus der Romanik und Gotik bekannte, (Ehr-)Furcht gebietende Symbol des Schwertes als „Wort Gottes“.

## Orgeln

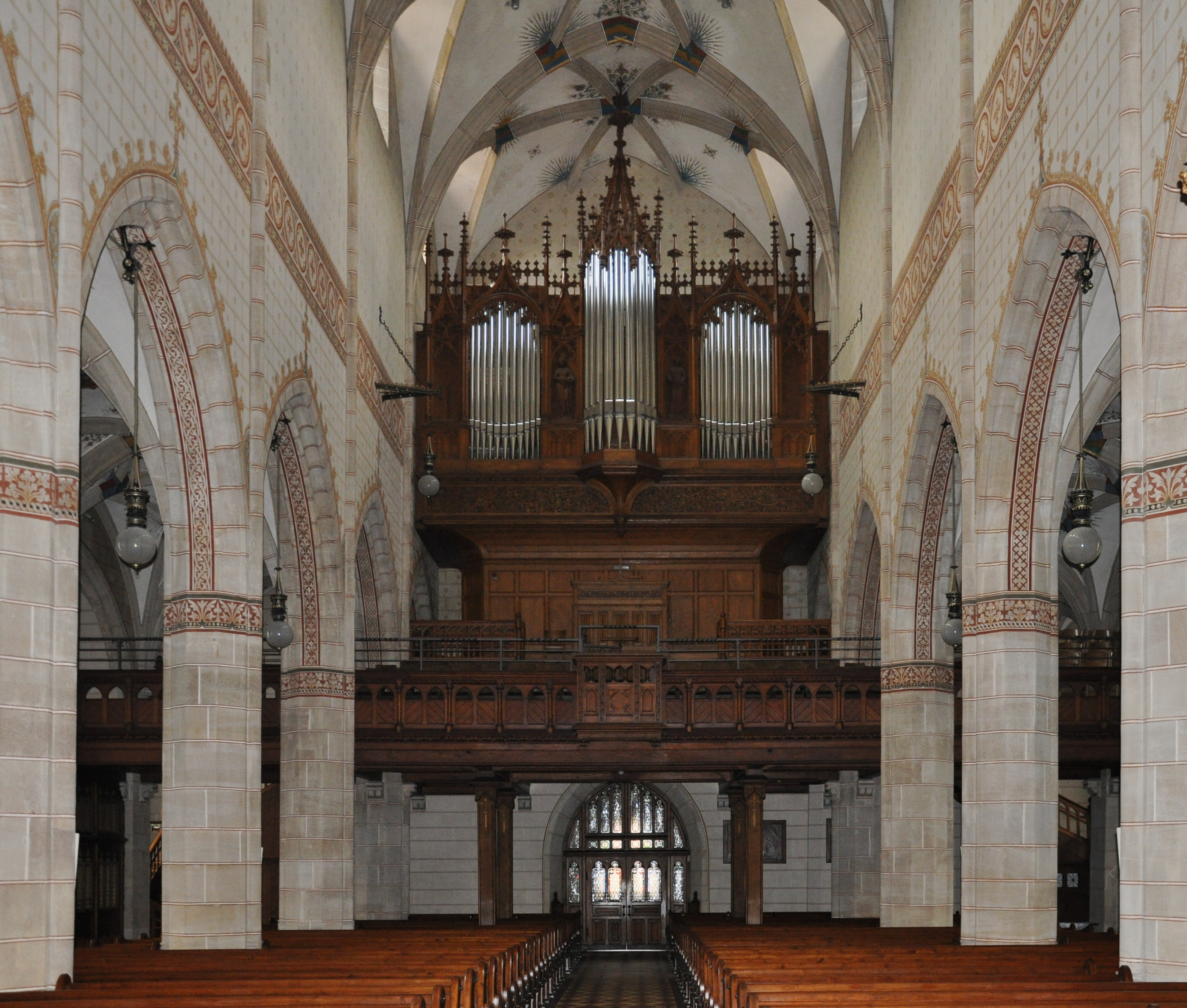
Orgelempore mit Weigle-Orgel

- Die Hauptorgel der Amanduskirche ist eine Weigle-Orgel von 1901.[23] 1940 wurde sie durch die Erbauerfirma umgebaut und erweitert. Heute hat sie einen Umfang von 45 Registern auf drei Manualen und Pedal.[24]

- Die Chororgel wurde 2001 von dem Orgelbauer Mühleisen erbaut. Das Schleifladen-Instrument hat 19 Register auf zwei Manualwerken und Pedal. Fünf Register des Hauptwerkes sind als Wechselregister auch im Pedal spielbar.[25]

Disposition der Chororgel
| I Hauptwerk C–e³ |     |
| Principal        | 8′  |
| Octav            | 4′  |
| Octav            | 2′  |
| Mixtur IV-V      | 2′  |
| Trompete (WS)    | 8′  |
| Fagott (WS)      | 16′ |
| Gamba (WS)       | 8′  |
| Rohrflöt (WS)    | 8′  |
| Waldflöt (WS)    | 4′  |

| II Brustwerk C–e³ |                |
| Quintaden         | 8′             |
| Copel             | 8′             |
| Praestant         | 4′             |
| Flauttravers      | 4′             |
| Sifflöt           | 2′             |
| Hörnle II         | 2 ⁄3′ + 1 3⁄5′ |
| Nazard II         | 1′ + 1 ⁄3′     |
| Schalmey          | 8′             |

| Pedalwerk C–f¹ |     |
| Subbaß         | 16′ |
| Octavbaß       | 8′  |
| Trompete (WS)  | 8′  |
| Fagott (WS)    | 16′ |
| Gamba (WS)     | 8′  |
| Rohrflöt (WS)  | 8′  |
| Waldflöt (WS)  | 4′  |
- Koppeln: II/I (auch als Suboktavkoppel), I/P, II/P (auch als Superoktavkoppel)
- (WS) = Wechselregister, im Hauptwerk und im Pedal spielbar

## Glocken
Im Kirchturm der Stiftskirche befinden sich 5 Glocken, die ein vierstimmiges Glockengeläut bilden.
| Glocke | Name                                                    | Gussjahr | Gießer                   | Durchmesser | Gewicht   | Schlagton |
| ------ | ------------------------------------------------------- | -------- | ------------------------ | ----------- | --------- | --------- |
| 1      | Pax Christi                                             | 1954     | Wilhelm Kurtz, Stuttgart | 1399 mm     | 1781 kg   | es′-7     |
| 2      | Evangelistenglocke (Matthaeus, Markus, Lukas, Johannes) | 1492     | Hans Eger (Reutlingen)   | 1280 mm     | ≈ 1350 kg | f′-6      |
| 3      | Friedensglocke, Maria & Josef                           | 1954     | Wilhelm Kurtz, Stuttgart | 1040 mm     | 727 kg    | as′-5     |
| 4      | –                                                       | 1954     | Wilhelm Kurtz, Stuttgart | 923 mm      | 506 kg    | b′        |

Bis in die 1940er Jahre bestand das Uracher Geläut aus einem Konglomerat von 5 Glocken, welche zwar historisch wertvoll waren, klanglich jedoch nicht zueinanderpassten. Die Disposition dieses Geläuts lautete fis″ e″ f‘ f‘ (e‘). Nachdem die Große Guldenglocke e‘ aus dem Jahr 1711 im Zweiten Weltkrieg eingeschmolzen worden war, blieben nur die vier kleineren Glocken zurück, die nun, ohne Grundglocke, noch wesentlich schlechter zusammenklangen. Aus diesem Grund entschied man sich schweren Herzens, das historische Geläut durch ein modernes, harmonisches zu ersetzen. Dabei sollte jedoch die größte und klanglich schönste Glocke, gegossen von Hans Eger in Reutlingen im Jahr 1462, im Turm verbleiben und das künftige Geläut ergänzen. Die übrigen Glocken (darunter auch die e″ Glocke, welche die Taufglocke des Grafen Eberhardt war) wurden in andere Gemeinden verkauft, wo sie bis heute noch läuten. Im Jahre 1954 schließlich, goss Wilhelm Kurtz in Stuttgart drei neue Glocken in schwerer Rippe, welche mit der mittelalterlichen Glocke im „Christ-ist-erstanden“-Motiv erklingen.
Demnach sieht das heutige Geläut wie folgt aus:
Die kleinste Glocke (Glocke 4) ist die Heliggeist-/ oder Taufglocke. Sie wurde 1954 von Wilhelm Kurtz in Stuttgart gegossen, wiegt 506 kg, hat einen Durchmesser von 923 mm und erklingt im Ton b’. Sie läutet zu nahezu allen Gottesdiensten und ist beim Taufakt solistisch zu hören.
Die drittgrößte Glocke (Glocke 3) ist die Friedens-/ oder Gebetsglocke. Auch sie wurde 1954 in der Glockengießerei Kurtz in Stuttgart gegossen, wiegt 727 kg, hat einen Durchmesser von 1040 mm und hat den Schlagton as‘. Die Friedensglocke läutet jeden Morgen um 7 Uhr zur Erinnerung an die Auferstehung Christi und jeden Mittag um 12 Uhr um die Menschen zum Gebet für den Frieden aufzurufen. Zudem läutet sie Sonntags um 9:45 zum zweiten Zeichen vor dem Gottesdienst sowie zu fast allen Gottesdiensten.
Die zweitgrößte Glocke (Glocke 2) heißt Evangelistenglocke, da sie die Namen der vier Evangelisten als Inschrift trägt. Sie wurde 1462 von Hans Eger in Reutlingen gegossen, wiegt ca. 1350 kg, hat einen Durchmesser von 1280 mm und erklingt mit dem Ton f‘. Diese Glocke läutet täglich um 19 bzw. 20 Uhr zum Abendgebet, sowie zum Vaterunser in den Gottesdiensten, zu welchem auch sie einlädt.
Die größte Glocke (Glocke 1) der Amanduskirche und in ganz Bad Urach ist die „Pax Christi“ (lat. „Friede Christi“), welche die Christus- und Sonntagsglocke der Kirche ist. Sie wurde ebenfalls 1954 in Stuttgart gegossen, wiegt etwa 1,8 Tonnen, hat einen Durchmesser von 1399 mm und den Schlagton es‘. Diesen Ton sendet sie jeden Freitag um 15 Uhr (Sterbestunde Christi), Sonntags um 9:30 zum ersten Zeichen zum Gottesdienst, zu Beerdigungsgottesdiensten, sowie zu den Sonn- und Festtäglichen Gottesdiensten über die Stadt.
1982 gesellte sich noch eine kleine Uhrschlagglocke der Glockengießerei Rincker im Schlagton es″ dazu, welche zusammen mit der Friedensglocke und der Pax Christi für den Viertelstundenschlag verantwortlich ist. Sie hängt zwar an einem drehbaren Joch besitzt allerdings keinen Klöppel, weshalb sie nicht im Gesamtgeläut zu hören ist.